# Heinz Häfner
Pour les articles homonymes, voir Häfner.
Heinz Häfner, né le 20 mai 1926 à Munich et mort le 30 mai 2022, est un psychiatre allemand. Il est le fondateur de l'Institut central de santé mentale de Mannheim.

## Biographie
Heinz Häfner étudie la médecine, la psychologie et la philosophie à Munich. Sa carrière médicale le conduit à  Tübingen, Munich, Londres et enfin, en 1958, à Heidelberg. En 1967, il est nommé à la présidence de l'institut de psychiatrie de la Faculté de médecine de Manheim, dépendant de l'Université de Heidelberg. Ses recherches portent sur l'épidémiologie psychiatrique et les modèles explicatifs de la maladie mentale ; les conséquences d'un stress extrême dans les anciens prisonniers des camps de concentration et l'incidence de la violence des malades mentaux en Allemagne, ainsi que la distribution et les causes des comportements suicidaires dans la population. Un autre de ses domaines de recherche est l'étude systématique de la détection précoce et l'évolution de la schizophrénie.
En 2004, ses recherches sur la maladie mentale de Louis II lui donnent une réputation  internationale et aboutissent en 2008 sur un projet de recherche interdisciplinaire sur l'expertise psychiatrique du roi et sa destitution douteuse. Il publie Ein König wird beseitigt: Ludwig II. von Bayern (Un roi est éliminé : Louis II de Bavière), violente critique du rapport Von Gudden.
Häfner envisage les faits d'un point de vue moderne, prenant en compte les capacités et les réalisations exceptionnelles du roi. Pour échapper à ses conflits intérieurs, Louis II a développé une sorte d'addiction non liée à la toxicomanie, semblable à celle d'un joueur. Häfner emploie le terme bausüchtig (« accro à la construction »). A la fin de sa vie, toutes ses actions n'ont pour but que de lever de nouveaux fonds. Depuis l'enfance, il souffrait d'une phobie sociale, qui au fil des ans sous l'influence de la culpabilité et de la honte s'est considérablement aggravée en raison de ses penchants homoérotiques et le conduit de plus en plus à se retirer de la société et de la politique.